# 特級宗座聖殿
特級宗座聖殿是天主教会給予四座擁有重要地位的宗座聖殿的頭銜。分別為拉特朗聖若望大殿、聖伯多祿大殿、城外聖保祿大殿以及聖母大殿。其中除了聖伯多祿大殿位於梵蒂岡城國內，其他三座都位於義大利羅馬市內。拉特朗聖若望大殿同時也是教宗的主教座堂所在，也是四座聖殿中最古老的一座，為全世界天主教會的母堂，也因此擁有最高的地位。

## 歷史
特級宗座聖殿這個名稱源自於教宗波尼法爵八世。他在其所頒布的宗座詔書《悠久可信》（Antiquorum fida relatio）中宣布在禧年獲得全大赦的條件，其中包含要徹底的悔改自身的罪過，並且前往配稱屬於宗徒之首的聖殿朝聖，在此他說的是聖伯多祿大殿與聖保祿大殿這兩座分別建造於聖伯祿與聖保祿這兩位重要初期教會領袖墳墓上的教堂。這也是為了當時的情勢使得信徒難以前往伊斯蘭治理下的巴勒斯坦版圖內的耶路撒冷朝聖所作的應變之舉。
1350年，教宗克勉六世把羅馬的主教座堂——拉特朗得聖若望大殿納入這項特恩的範圍中，由於當時聖伯多祿大殿與聖保祿大殿都位於羅馬城當時的城牆外。最後在那下一次的禧年1390年，教宗波尼法爵九世將聖母大殿這個最早奉獻給聖母瑪利亞的朝聖地列為最後一個獲得特級宗座聖殿頭銜的教堂。 

## 特級宗座聖殿列表
- 拉特朗聖若望大殿：有著總宗座聖殿（Archbasilica）的頭銜，作為羅馬主教亦即教宗的主教座所在，他是這頭銜的唯一擁有者。官方全名有「聖若望拉特朗教宗總宗座聖殿，拉特朗的至聖救主和洗者與聖史聖若望總宗座聖殿，羅馬主教座堂」（Papal Archbasilica of Saint John Lateran, Archbasilica of the Most Holy Saviour and of Saints John the Baptist and the Evangelist at the Lateran, Cathedral of Rome）.
- 聖伯多祿大殿：位於梵蒂岡，建於聖伯多祿的墳墓上方，是大多數由教宗舉行的儀式的地點。全稱為「梵蒂岡的聖伯多祿教宗宗座聖殿」（Papal Basilica of Saint Peter in the Vatican）
- 城外聖保祿大殿：建於聖保祿的墳墓上方的宗座聖殿及朝聖地。全稱為「城牆外的聖保祿教宗宗座聖殿」（Papal Basilica of Saint Paul outside the Walls）
- 聖母大殿：是以獻給及以聖母瑪利亞為主保的教堂中，建築規模最大的因而獲此名，全名為「大聖母宗座聖殿」（Papal Basilica of Saint Mary Majo）。

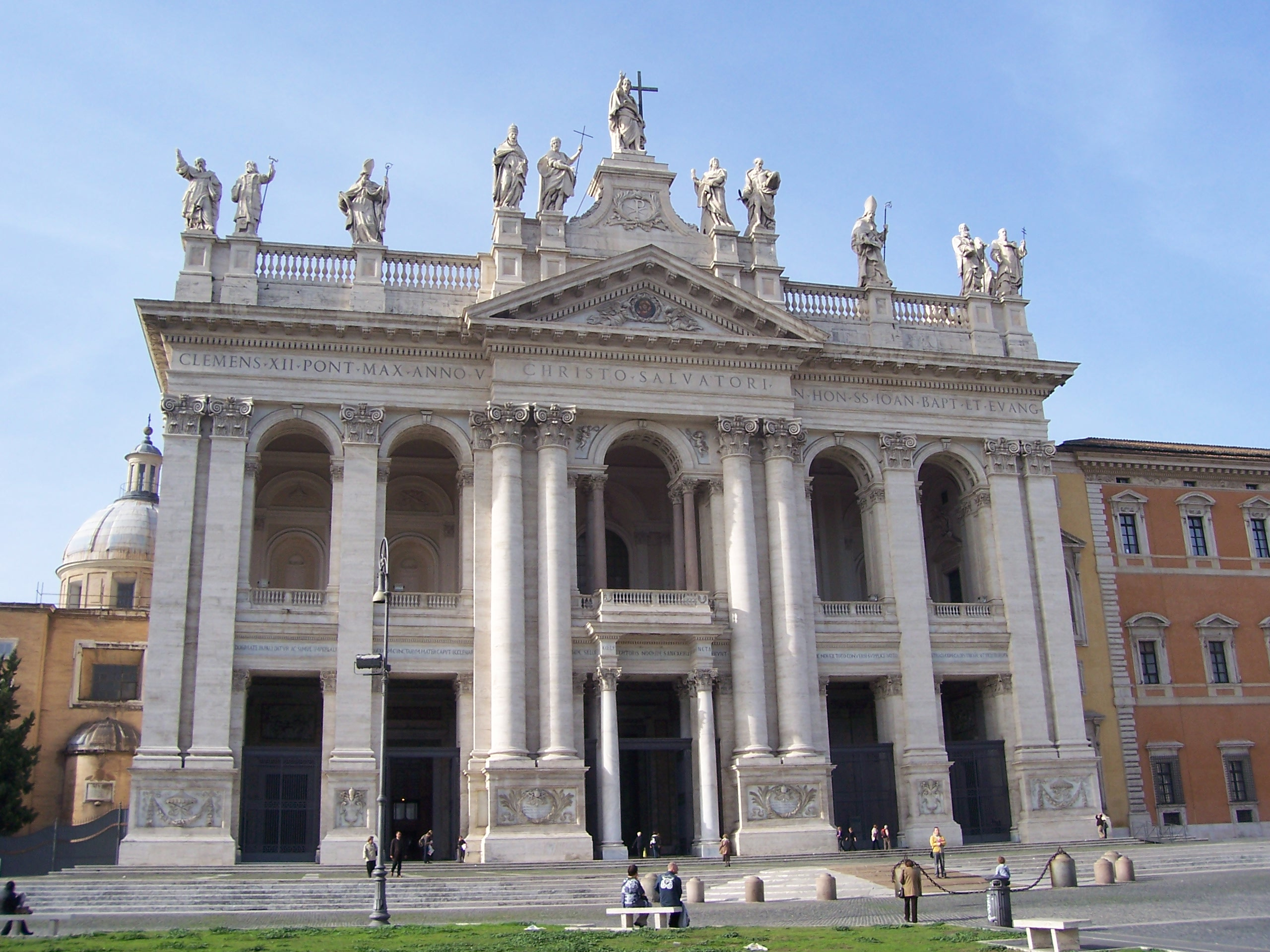
拉特朗聖若望大殿
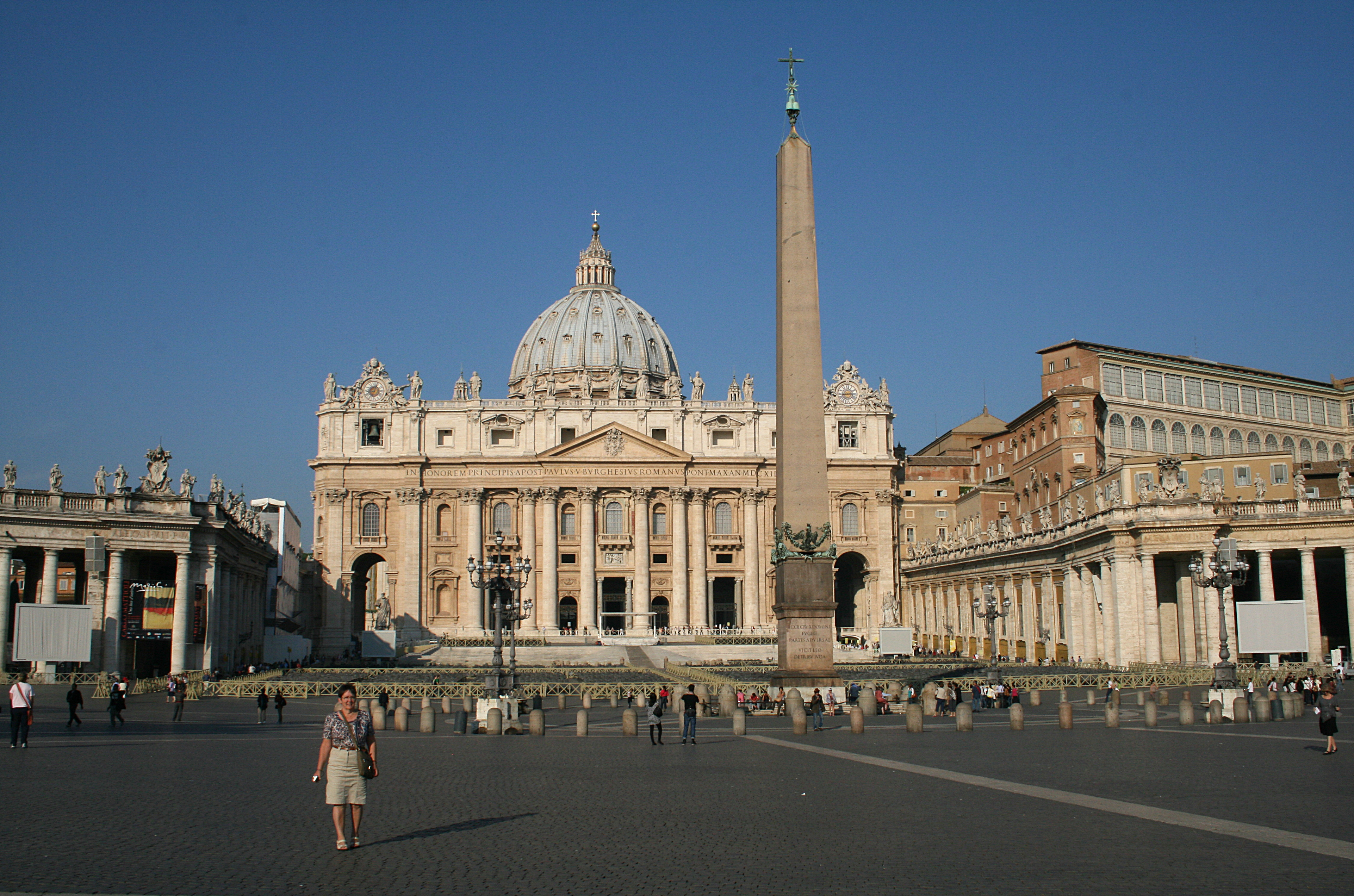
聖伯多祿大殿
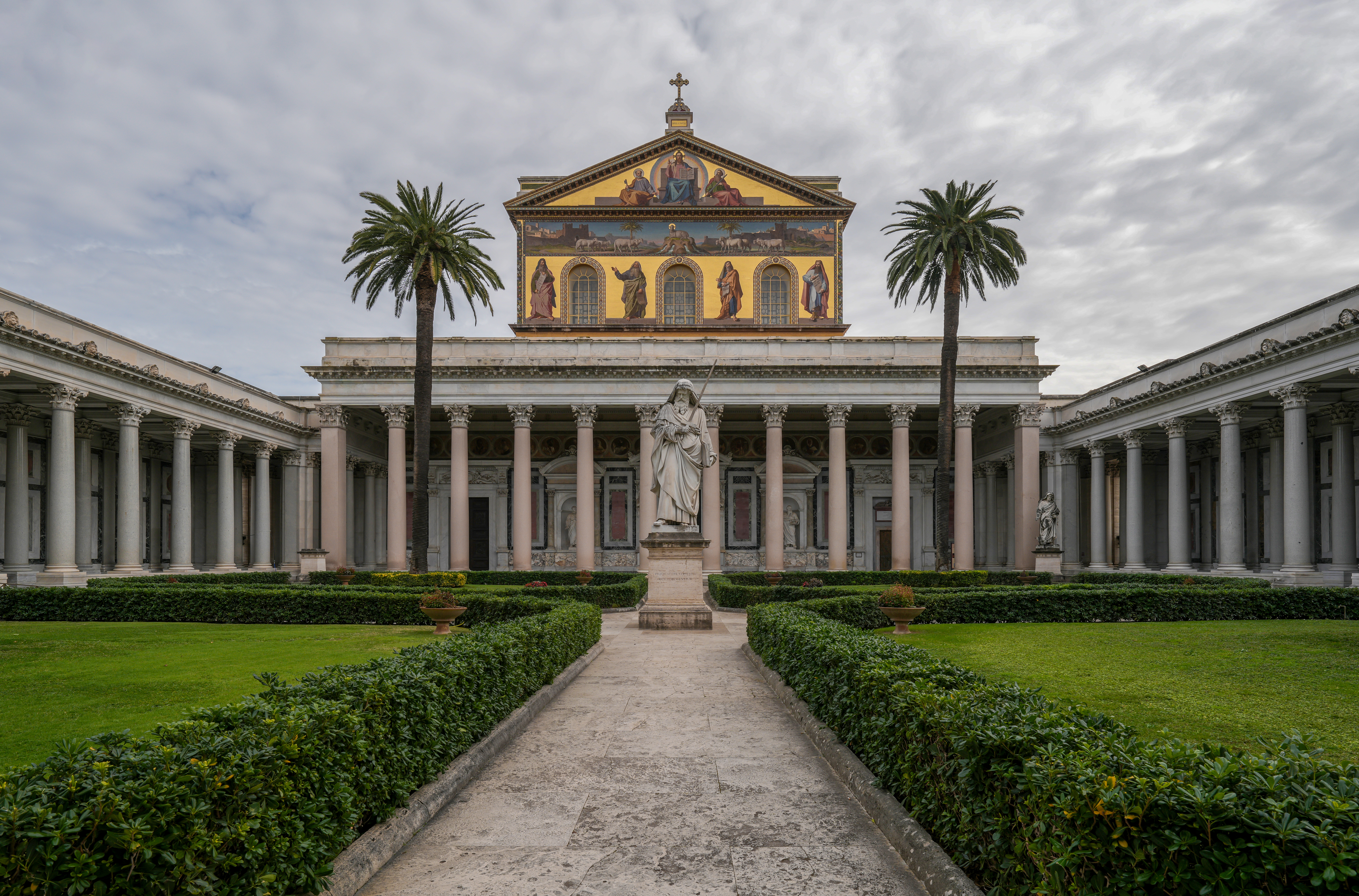
城外聖保祿大殿
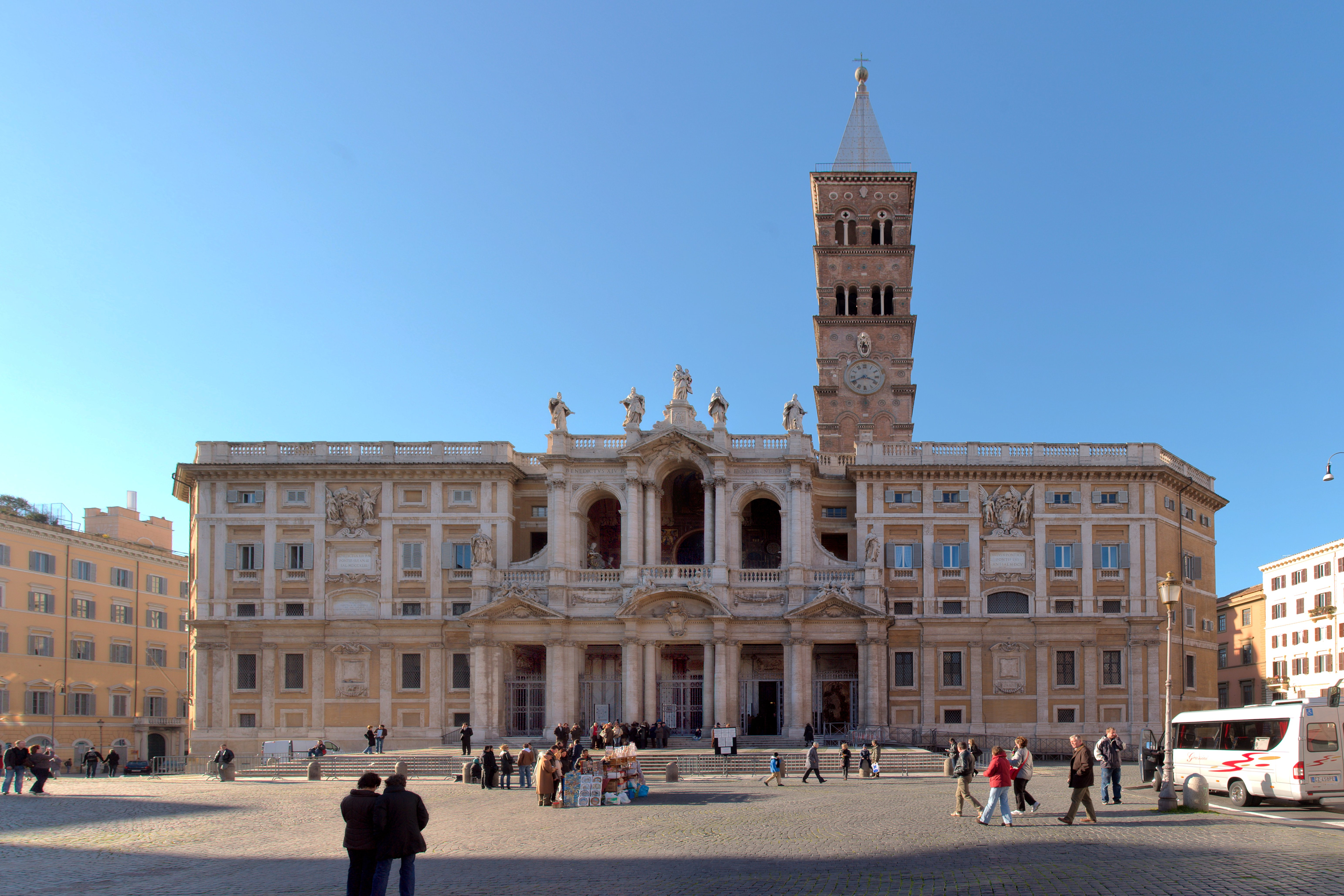
聖母大殿